# Rivière Angers Sud
Pour les articles homonymes, voir Angers (homonymie).
La rivière Angers Sud coule entièrement dans le canton d'Angers Sud, dans le territoire non organisé de Rivière-Bonaventure, dans Bonaventure (municipalité régionale de comté), dans la région administrative de la Gaspésie-Îles-de-la-Madeleine, au Québec, au Canada.
La "rivière Angers Sud" coule vers le Nord-Est, puis vers le Nord, en zone forestière. Sa partie inférieure coule en parallèle entre la rivière Angers (située du côté Ouest) et le ruisseau du Contentieux. La rivière Angers Sud se déverse dans un coude de rivière sur la rive Sud de la Rivière Angers. Cette dernière coule vers le Nord, puis vers l'Est, jusqu'à la rive Ouest de la rivière Cascapédia ; cette dernière descend à son tour vers le Sud jusqu'à la rive Nord de la Baie-des-Chaleurs laquelle s'ouvre vers l'Est sur le Golfe du Saint-Laurent.

## Géographie
Les bassins versants voisins de la "rivière Angers Sud" sont :
- côté Nord : rivière Angers, ruisseau Argument ;
- côté Est : ruisseau du Contentieux, rivière Cascapédia ;
- côté Sud : ruisseau McKeen et ruisseau Mius ;
- côté Ouest : rivière Angers.

La "rivière Angers Sud" prend sa source à l'embouchure du Lac Sansfaçon (longueur : 1,1 km ;
altitude : 451 m) en zone montagneuse et forestière. Cette embouchure est située à :
- 1,4 km au Nord de la limite de la ville de Carleton-sur-Mer (MRC d'Avignon) ;
- 5,3 km au Sud de la confluence de la "rivière Angers Sud" ;
- 11,4 km au Nord-Ouest de la rive Nord de la Baie-des-Chaleurs (à la hauteur de Maria).

À partir de l'embouchure du Lac Sansfaçon, la "rivière Angers Sud" coule sur 7,9 km, selon les segments suivants :
- 1,5 km vers le Nord-Est, jusqu'à la confluence de la décharge d'un petit Lac (venant du Nord-Ouest) ;
- 2,2 km vers le Nord-Est, puis vers le Nord-Ouest, jusqu'au pont de la route forestière ;
- 4,0 km vers le Nord dans une vallée de plus en plus encavée, jusqu'à la confluence de la rivière[1].

La "rivière Angers Sud" se déverse sur la rive Sud de la Rivière Angers. Cette confluence est située à :
- 2,7 km au Sud de la confluence du ruisseau Argument ;
- 10,4 km à l'Ouest de la confluence de la rivière Angers ;
- 11,6 km au Nord-Ouest du pont de la route 132 situé près de la confluence de la Rivière Cascapédia.

## Toponymie
Le toponyme « Rivière Angers Sud » a été officialisé le 5 décembre 1968 à la Commission de toponymie du Québec.